# Siderus eliatha
Siderus eliatha is een vlinder uit de familie van de Lycaenidae. De wetenschappelijke naam van de soort werd als Thecla eliatha in 1867 gepubliceerd door William Chapman Hewitson.

## Synoniemen
- Thecla hostis Schaus, 1902